# Centralny Szpital Kliniczny Uniwersytetu Medycznego w Łodzi
Centralny Szpital Kliniczny Uniwersytetu Medycznego w Łodzi (CSK) – centrum medyczne Uniwersytetu Medycznego w Łodzi, usytuowane pomiędzy ulicami: Pomorską, Mazowiecką i Czechosłowacką, we wschodniej części Łodzi, na obszarze osiedla Niciarniana.

## Historia
Budynek zaprojektował Janusz Wyżnikiewicz w stylu modernistycznym. W 1975 roku wmurowano kamień węgielny, budowę wielkiego szpitala rozpoczęto zaś w 1976. Szpital miał na 14 piętrach pomieścić 1500 łóżek. W 1980 na budowę przeznaczono 60 milionów zł. Na 54 hektarowym terenie w okolicy ówczesnej ulicy Nowotki (dziś Pomorskiej) trwały prace. Ukończono wówczas wszystkie podziemne instalacje z wyjątkiem urządzeń hydrantowych – informował kierownik głównego wykonawcy Budopolu – Mieczysław Skubisz. Rozpoczęła się budowa dróg w okolicy, których koszt szacowany był na około 30 milionów złotych. Powoli zaczynał się piąć w górę główny budynek szpitala, którego wysokość zaplanowano na 17 pięter i 160 metrów długości. Pawilon psychiatryczny był w trakcie robót wykończeniowych. Trwał także montaż pierwszej kondygnacji budynku zwierzętarni, który miał być w stanie surowym gotowy we wrześniu 1980 roku. Wkrótce miała rozpocząć się budowa jeszcze jednego obiektu kompleksu szpitalnego – diagnostycznego albo technicznego. Na budowie pracowały trzy firmy podwykonawców: Instal Łódź, Przedsiębiorstwo Robót Inżynieryjnych, Przedsiębiorstwo Robót Instalacyjnych Budopol z Mińska Mazowieckiego. Trwały uzgodnienia z producentami na temat rodzaju urządzeń, w które zostanie wyposażony kompleks szpitalny – m.in. megafonizacji z centralną dyspozytornią poczty automatycznej, czy transportu mechanicznego. Później zaczęły się problemy z ciągłością trwania inwestycji.
Najpierw budowę zahamowało powstanie Szpitala Matki Polki. Później regularnie pojawiały się problemy z pieniędzmi na kontynuowanie inwestycji. W ten sposób przez kilkanaście lat w obiekcie wykonywano niewiele prac. Na początku XXI wieku zdecydowano, że oddziały szpitalne powstaną tylko na siedmiu piętrach. Wyżej będą przychodnie, laboratoria i sale wykładowe.
W 2013 roku nadzór budowlany, po 38 latach budowy, oddał budynek do użytku, zakończyło się też ostateczne wykończenie placówki. Całość została otwarta dla pacjentów w kwietniu 2014 roku, po skompletowaniu niezbędnego wyposażenia medycznego. Ostatecznie szpital zajmuje dwie trzecie całości budynku (część wschodnia i centralna) do ósmego piętra włącznie i posiada 367 łóżek, ponadto znajduje się w nim 31 klinik i pięć sal operacyjnych.
Piętra 12. i 13. przeznaczono na Centrum Symulacji Medycznych oraz hostel mogący pomieścić do 43 osób. W 2018 roku zaczęto również adaptować kolejne pomieszczenia i piętra przygotowując je na przeniesienie do nich rozsianych po Łodzi oddziałów i klinik w tym Akademickiego Ośrodka Onkologicznego i Akademickiego Ośrodka Ginekologiczno-Położniczego.
Dane techniczne budynku: powierzchnia użytkowa 69 200 m², kubatura 307 296 m³, powierzchnia zabudowy 4 770 m².
W 2024 do szpitala przeprowadziło się kilka klinik z innych szpitali.